# Епископ осјечкопољски и барањски Херувим
Херувим (световно  Витомир Ђермановић; Вуковар, 30. јул 1987) епископ је осјечкопољски и барањски.

## Биографија
Епископ Херувим рођен је 30. јула 1987. године у Вуковару. На крштењу је добио име Витомир. Након завршетка Основне школе у Вуковару, по благослову блаженопочившег Епископа осечкопољског и барањског Лукијана, уписао је Богословију Света Три Јерарха у манастиру Крка, као друга послератна генерација ове обновљене школске установе Српске православне цркве. По завршетку Богословије, 2006. године, уписао је Православни богословски факултет у Београду, на којем је дипломирао 2011. године. Паралелно са богословским студијама уписао је Филолошки факултет, одсек за Српски језик и књижевност.
У току студија, одлучио је да свој живот посвети монашком подвигу и манастирском начину живота. Љубав према манастиру Крка била је одлучујућа за одабир места његовог пострига. На празник Светих бесребреника Козме и Дамјана 2009. године, епископ Фотије постризава га у чин мале схиме, и даје му име Херувим, по старцу Херувиму, првом игуману манастира Крка.
На дан манастирске славе 2009. године рукоположен је у чин јерођакона, а на празник Светог кнеза Лазара 2010. године у чин јеромонаха. У школској 2010/11. години постављен је за професора у Богословији Света Три Јерарха, у којој је, поред тога, имао задужења управника интерната, главног васпитача, библиотекара и духовника Богословије.

### Настојатељ манастира
Године 2013, по благослову епископа Фотија, свој монашки подвиг наставио је у новоформираном манастиру Свете великомученице Недеље у Оћестову. У том периоду, у овој светињи се формира манастирско братство и активни богослужбени живот, успешно се изводе радови на обнови манастирског комплекса и формира се манастирска економија, која је била једна од основа за изградњу манастира.
Благословом епископа бачког и администратора епархије осјечкопољске и барањске Иринеја, у септембру месецу 2017. године, настојатељ манастира Оћестово игуман Херувим примљен је у свезу клира Епархије осјечкопољске и барањске и 1. октобра, постављен за настојатеља манастира Успења Пресвете Богородице у Даљској планини.

## Епископ
За епископа осјечкопољског и барањског изабран је на редовном заседању Светог архијерејског сабора Српске православне цркве, 9. маја 2018. године. Хиротонисан је у Саборној цркви у Даљу, 9. јуна 2018. године, од патријарха српског Иринеја, епископа бачког Иринеја, епископа врањског Пахомија, епископа шумадијског Јована, као и епископа Фотија, епископа горњокарловачког Герасима, епископа бихаћко-петровачког Сергија и епископа далматинског Никодима.